# Neobisium praecipuum
Neobisium praecipuum är en spindeldjursart som först beskrevs av Simon 1879.  Neobisium praecipuum ingår i släktet Neobisium och familjen helplåtklokrypare. Inga underarter finns listade i Catalogue of Life.